# 최병길 (정치인)
최병길(崔秉吉, 1920년~1977년 11월 9일)은 대한민국의 정치인이다. 제8대 국회의원을 지냈다.

## 역대 선거 결과
|  | 15.47% |

|  | 29.69% |

|  | 23.16% |

|  | 39.09% |

|  | 49.81% |